# Pivovar Střítež
Bývalý pivovar Střítež stojí na břehu Pivovarského rybníka v obci Střítež. Fungoval v letech 1536–1935.

## Historie
Pivovar zde vznikl v roce 1536. Kolem roku 1787 byl obnoven, neboť došlo k přeložení provozu z Beranova. Ve 2. polovině 19. století pivovar drželi vlastníci zdejšího panství, knížata Karel Antonín a Leopold Hohenzollern Sigmaringen. Ti pivovar pronajímali jednotlivým sládkům. Výstavy pivovaru se většinou pohybovaly okolo 200 hektolitrů za rok. V roce 1893 zařízení prošlo modernizací, v sezoně 1903/1904 byla překročena hranice 3000 hektolitrů, toto množství si pivovar zachoval až do počátku 1. světové války, během níž došlo k poklesu, avšak provoz se nikdy úplně nezastavil. Po válce se produkce zvyšovala pomalu, hranici 1000 hl dosáhl v sezoně 1919/1920, následují rok se přiblížil k 2000 hektolitrům, tím však dosáhl svého maxima. V roce 1925 pivovar zakoupil Ludvík Bernard Gebert. Roku 1934 produkce dosáhla 347 hl. Následujícího roku byl provoz zrušen. Komplex pivovaru se nachází na břehu Pivovarského rybníka, jemuž dal název. Budovy jsou ve zchátralém stavu, dominantou je komín varny, na němž hnízdí čápi bílí. Po roce 1948 došlo ke znárodnění budov, které byly začleněny pod JZD Střítež. Po roce 1989 rodina Gebertů majetek dostala zpět a prodala jej. Část slouží k obytným účelům, zbytek chátrá.